# Sutton cum Duckmanton
 (mars 2023).
Pour les articles homonymes, voir Sutton.
Sutton cum Duckmanton est une paroisse civile du Derbyshire, en Angleterre.